# Имам
Има́м (араб. إمام‎ —  предводитель‎) — в исламе:
- руководитель молитвы и духовное лицо, которое заведует мечетью;
- титул, который носят наиболее выдающиеся богословы и религиозные авторитеты;
- духовный и светский глава всего мусульманского сообщества;
- глава имамата Чечни и горного Дагестана в XIX веке, и других государственных образований.

## Имамы мечетей
Во многих мечетях есть выборная должность имама, который предводительствует в молитвах и контролирует работу мечети. Часто синонимом имама в разных странах служит арабское понятие мулла. Община выбирает имама среди пользующихся авторитетом верующих богословов.
В пятничных или соборных (джума) мечетях наряду с другими обязанностями имамы еженедельно читают проповеди (хутба) во время пятничной полуденной молитвы (джума-намаз), поэтому их также называют имам-хатибами.

## Предводитель в молитве
Во время общей обязательной молитвы избирается имам, который руководит ею. Имамом в молитве может стать любой благочестивый мусульманин, имеющий необходимое религиозное образование, умеющий правильно читать Коран, вне зависимости от своего социального положения. Первым имамом в истории ислама был пророк Мухаммед. Большинство течений ислама не разрешает женщинам быть имамами, однако некоторые либеральные течения позволяют женщинам руководить не только молитвой женщин, но и смешанной молитвой.
Первоначально молитвой руководил сам пророк Мухаммад. В конце жизни, во время болезни, его замещал Абу Бакр. В провинциях молитвой руководили наместники, которые также занимались и чисто практическими вопросами (сбором налогов и т. д.). Во время пятничных молитв наместники также произносили проповеди (хутбу). При аббасидских правителях (749—1258) молитвой стали руководить специально подготовленные люди, которых стали называть «имамами». При Фатимидах (909—1171) в пятничных молитвах в период месяца рамадан роль имама брали на себя халифы.
Традиционно считается, что молитвой должен руководить авторитетный человек, чьи познания в коранических науках бесспорны. В деревенских мечетях на должность имама обычно выбирается наиболее почтенный и сведущий в богословии человек. В Турции имамов избирают прихожане, а власти утверждают. Избираются лица, получившие богословское образование (впрочем, большой учёности от имама не требуется, но она позволяет занять более выгодную должность кадия или муфтия). Отличие в одежде имама — белый тюрбан и белые рукава.

## Титулы
В суннитском исламе имамами называют наиболее выдающихся религиозных авторитетов: основателей мазхабов (Абу Ханифа, Малик, аш-Шафии, Ахмад) и богословских школ (аль-Ашари, аль-Матуриди), крупных учёных-богословов (аль-Бухари, Муслим, ан-Навави, Ибн Касир), глав движений, крупных религиозно-политических деятелей и т. д.

## Глава мусульманского сообщества
В суннитском исламе имамом называют духовного главу. Титул имама носил сам пророк Мухаммад, а также халифы. Вопрос об имамате был одним из наиболее живых в первых веках истории ислама. Споры о природе и объёме власти имама вызвали первый раскол в исламе (VII в.). По убеждению суннитов, имамат, то есть духовная и светская власть, какую имел Пророк, после избрания должна доставаться лучшему из членов исламской общины (уммы) на основе согласного мнения (иджма) его представителей.
Постепенно этот вопрос отошёл на второй план у суннитов, но продолжал играть очень важную роль у шиитов, которые признают лишь наследственный переход власти. На этом основании халифы Абу Бакр, Умар ибн аль-Хаттаб и Усман ибн Аффан, в глазах шиитов, узурпаторы, а законные наследники Мухаммада — Али ибн Абу Талиб и его потомки.

## Имам в шиизме

### Шииты-двунадесятники
В шиитском исламе имам выполняет обязанности посредника между человеком и Богом. Шииты (за исключением зейдитов) утверждают, что власть имама не зависит от воли людей и признают лишь наследственный переход власти. Будучи божественным установлением, она не нуждается в иных источниках легитимности. Шиитский имам ведает не только светской и духовной жизнью людей, но и миром невидимым. Это единственный законный и всевластный представитель Аллаха на земле, непогрешимый преемник пророка Мухаммеда. Имам шиитов является высшим авторитетом в толковании Корана, хадисов, религиозных знаний и мусульманского права.
Первым имамом шиитов-имамитов был объявлен Али ибн Абу Талиб, двоюродный брат и зять пророка Мухаммада. Ему наследовали его дети Хасан и Хусейн. По мере дробления рода Алидов уже в раннее Средневековье росло число потенциальных претендентов на верховную власть имама. представления о правах и обязанностях имамов в разных шиитских течениях (зейдиты, имамиты, исмаилиты) шиизма расходились.
В соответствии с шиитской доктриной, достоинство имама не присваивается, а наследуется, благодаря божественному повелению. 12 шиитских имамов почитаются как святые, а представители «крайних» направлений шиизма (гулат) их обожествляют. «Малые имамы» назначаются из числа факихов и имеют специальное образование для службы в мечети (пишнамаз — перс.). Шииты верят во временное прекращение имама из рода Али ибн Абу Талиба. Большинство современных шиитов признают власть высших шиитских религиозных авторитетов (аятолл, муджтахидов), считая их единственными правомочными представителями имама.
| №  | Имя                | араб.           | рождение     | смерть        | примечание                                                                                       |
| -- | ------------------ | --------------- | ------------ | ------------- | ------------------------------------------------------------------------------------------------ |
| 1  | Али ибн Абу Талиб  | علي بن أبي طالب | 600, Мекка   | 661, эль-Куфа | четвёртый Праведный халиф                                                                        |
| 2  | Хасан ибн Али      | حسن بن علي      | 624, Медина  | 670, Медина   | после смерти отца был провозглашен халифом, но через несколько месяцев отрёкся в пользу Муавии I |
| 3  | Хусейн ибн Али     | حسین بن علي     | 626, Медина  | 680, Кербела  | убит в битве при Кербеле                                                                         |
| 4  | Зейн аль-Абидин    | زين العابدين    | 658, Медина  | 712, Медина   | не принимал активного участия в политической жизни Арабского халифата                            |
| 5  | Мухаммад аль-Бакир | محمد الباقر     | 677, Медина  | 732, Медина   | занимался изучением и разработкой шиитского религиозного права и догматики                       |
| 6  | Джафар ас-Садик    | جعفر الصادق     | 702, Медина  | 765, Медина   | эпоним джафаритского мазхаба                                                                     |
| 7  | Муса аль-Казим     | موسى الكاظم     | 744, Медина  | 799, Багдад   | был арестован по подозрению в связях участниками хариджитских восстаний, но вскоре освобождён    |
| 8  | Али ар-Рида        | علي الرضا       | 765, Медина  | 817, Тус      | один из самых известных знатоков Корана, хадисов и мусульманского права, полемист                |
| 9  | Мухаммад ат-Таки   | محمد التقي      | 810, Медина  | 835, Багдад   | был женат на дочери халифа аль-Мамуна                                                            |
| 10 | Али аль-Хади       | علي الهادي      | 827, Медина  | 868, Самарра  | был знатоком Корана, хадисоведом и правоведом                                                    |
| 11 | Хасан аль-Аскари   | الحسن العسكري   | 846, Медина  | 874, Самарра  | прожил почти всю свою жизнь под домашним арестом в Самарре и под надзором халифов Аббасидов      |
| 12 | Мухаммад аль-Махди | محمد المهدي     | 868, Самарра | неизвестно    | скрытый имам, который к концу времён явится в качестве обещанного Махди                          |

### Исмаилизм
Доктрина имамата в исмаилизме отличается от доктрины иснаашаритов, потому что у исмаилитов были живые имамы в течение столетий после того, как последний иснаашаритский имам ушёл в сокрытие. Они последовали за Исмаилом ибн Джафаром, старшим братом Мусы аль-Казима, как за законным имамом после его отца Джафара ас-Садика. Исмаилиты верят, что независимо от того, умер имам Исмаил или нет до имама Джафара, он передал мантию имамата своему сыну Мухаммаду ибн Исмаилу как следующему имаму.

## Главы государств

### Северо-Кавказский имамат
Впервые на Кавказе титул имама как духовного и светского лидера принял чеченский шейх Мансур. После него титул Имама Чечни приняло еще 10 человек, а титул Имама Дагестана еще 2, пока в 1840 Шамиль Гимринский не объединил эти титулы. После Шамиля имамами были Акмурзаев, Алдамов,  Согралтинский и Салтинский. Последним легитимным Имамом был избран аварский богослов Нажмудин Ал-Хуци. Официально все имамы носили титул Халифа или Правителя правоверных.